# Новоандріївське родовище каоліну
Новоандріївське родовище каоліну

Розташоване у північній околиці с. Новоандріївка. Найближча залізнична станція Велико-Анадоль, розташована в 15-17 км на північний схід від родовища. Площа родовища 331,7 га. Землі орні, належать КСП «Дружба».
У 1984 р. виконана попередня розвідка, з метою створення сировинної бази для керамічної промисловості.
Продуктивний горизонт представлений нормальними і лужними каолінами, утворених в результаті вивітрювання кристалічних порід Темрюкської світи нижнього протерозою.
Потужність корисної товщі змінюється від 1,5 до 68,5 м, становлячи в середньому 15,4 м.
Розкривні породи представлені ґрунтом, суглинками, глинами та некондиційними каолінами потужністю від 0,7 до 44 м, в середньому 15,1 м.
Інженерно-геологічні умови сприятливі для відкритої розробки. Очікуваний водоприток у кар'єр 280м3 / год.
Кора вивітрювання родовища відноситься до лінійно-площинного типу. У вертикальному розрізі поклади виділяється 3 зони (від низу до верху):
- дезінтеграції і вилуговування;
- вилуговування, що складається з двох підзон: гідрослюд (по гнейсах);
- зона лужних каолінів (по мікроклінових породах);
- гідролізу (нормальних каолінів).

Практичний інтерес являє зона вилуговування і зона гідролізу (нормальні каоліни).
Зона гідрослюд представлена глинами гідрослюдисто-хлоритів-монтморілоніто-каолінітового ряду.
Зона лужних каолінів складається (у %) з кварцу (9-50), мікрокліну (4-40), глинистого матеріалу (23-72).
За ступенем розвіданості запаси підраховані по категоріях С1 і С2 при щільності мережі свердловин, відповідно, 100х100 і 200х200 м. Об'ємна маса 1,97 м3 / т і вагова вологість 15,45%.